# Лапа
Пльопсенът е меко стъпало на бозайник, обикновено четириного, която има нокти. Твърдото стъпало се нарича копито. При четириногите пльопсените биват предни и задни. Основната цел на пльопсените е придвижване. Използват се като „възглавнички“, както и за увеличаване на триенето при ходене.

## Общи характеристики
Основната особеност на лапите е наличието на меки кожни образувания, наречени възглавнички. В средата на лапата е разположена най-голямата възглавничка под формата на сърце. При предните крайници тя се нарича метакарпална или палмарна, а при задните — метатарзална или плантарна. Останалите възглавнички (обикновено 4, при мечките са 5, а при гигантските панди са 6) са разположени под пръстите. На предните лапи е разположена и една карпална възглавничка, която се използва за допълнително сцепление при спиране или низходящ наклон.
Обикновено, възглавничките са покрити с дебела, без козина кожа, и са устойчиви на амортизация. При червената панда възглавничките имат окосмяване, което предпазва животното в студения климат.
Лапите включват и рогови, клюно-образни нокти, разположени на всеки един от пръстите.

## Животни с лапи
- Представителите на семейство Котки (Felidae), като домашни котки, тигри, ягуари, пуми, лъвове, леопарди, каракали, сервали и др.
- Представителите на семейството Кучеви (Canidae), като кучета (домашни кучета, вълци, чакали, койоти) и лисици.
- Зайците имат лапи с много остри нокти и нямат възглавнички под тях.
- Мечки и миещи мечки.
- Невестулки и други животни от семейство Порови.
- Гризачите

- куче
- котка
- мечка
- чинчила
- пума
- язовец
- енот
- къртица
- хомяк
- харза
- дървесно кенгуру на Матши